# Nordlicht (schip, 1988)
De Nordlicht is een catamaran, ontworpen als high-speed craft voor rederij AG Ems. Het schip wordt ingezet tussen Emden en Borkum.

## Schip
Het schip werd in opdracht van AG EMS gebouwd door AS Fjellstrand Aluminium Yachts uit het Noorse Omastrand. De kiellegging vond plaats op 8 september 1988 en de scheepsdoop op 28 november 1988. In april 1989 werd het schip door AG Ems in gebruik genomen. Het schip heeft een 16-cilinderviertaktmotor met een aandrijvingsvermogen van 2040 kW in combinatie met een waterjet.
Sinds de indienststelling vaart de catamaran dagelijks tussen Emden en Borkum. De vaartijd bedraagt ongeveer een uur. 's Nachts ligt het schip in de haven van Borkum.

## Voormalig schip
Tussen 1976 en 1985 was er een andere veerboot bij AG Ems in dienst onder dezelfde naam. In 1985 werd dit schip verkocht aan Tahiti, waar het tot 1997 voer onder de naam Raromatai Ferry. In 2003 zonk het schip uiteindelijk voor de kust van Papeete.

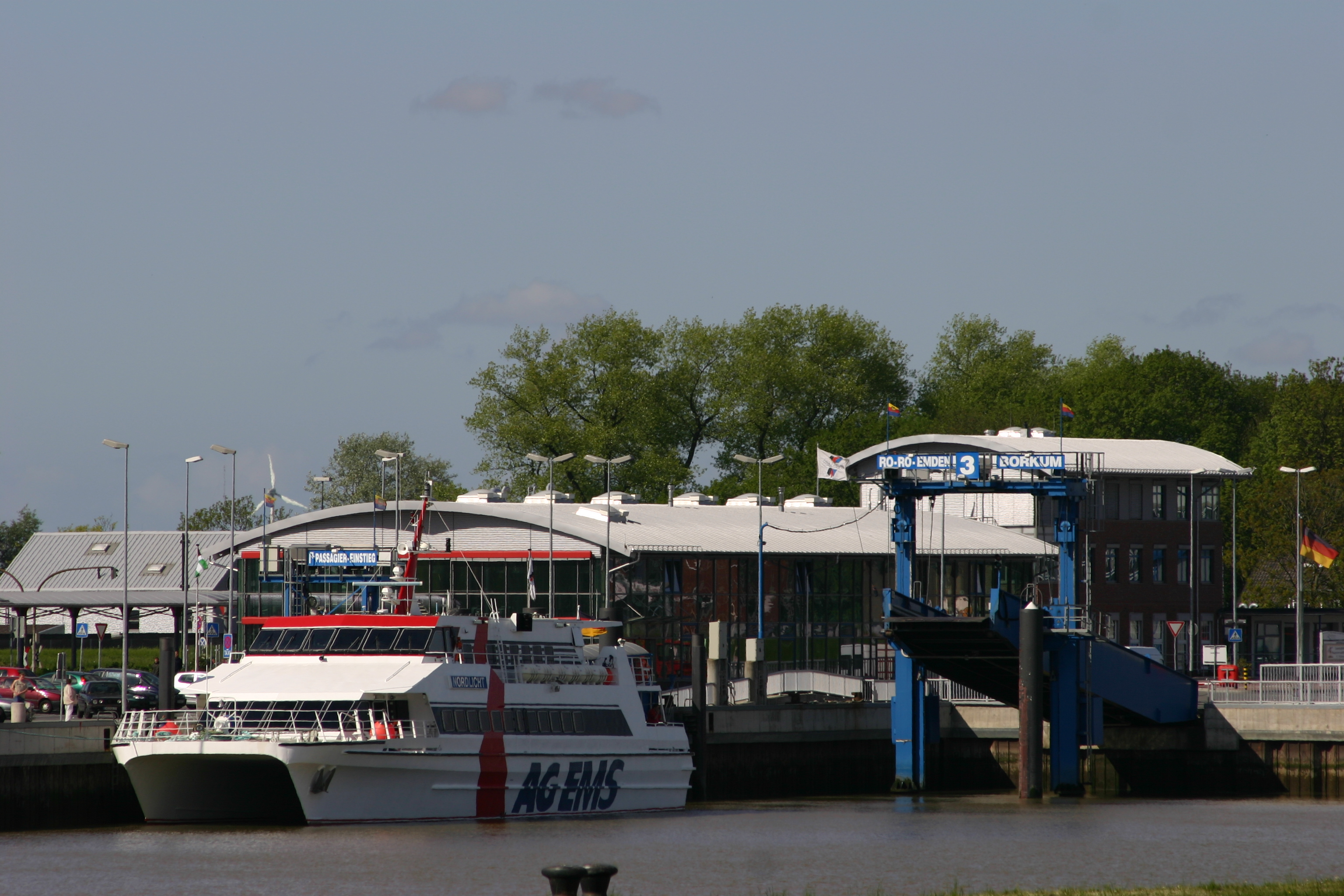
De Nordlicht in Emden
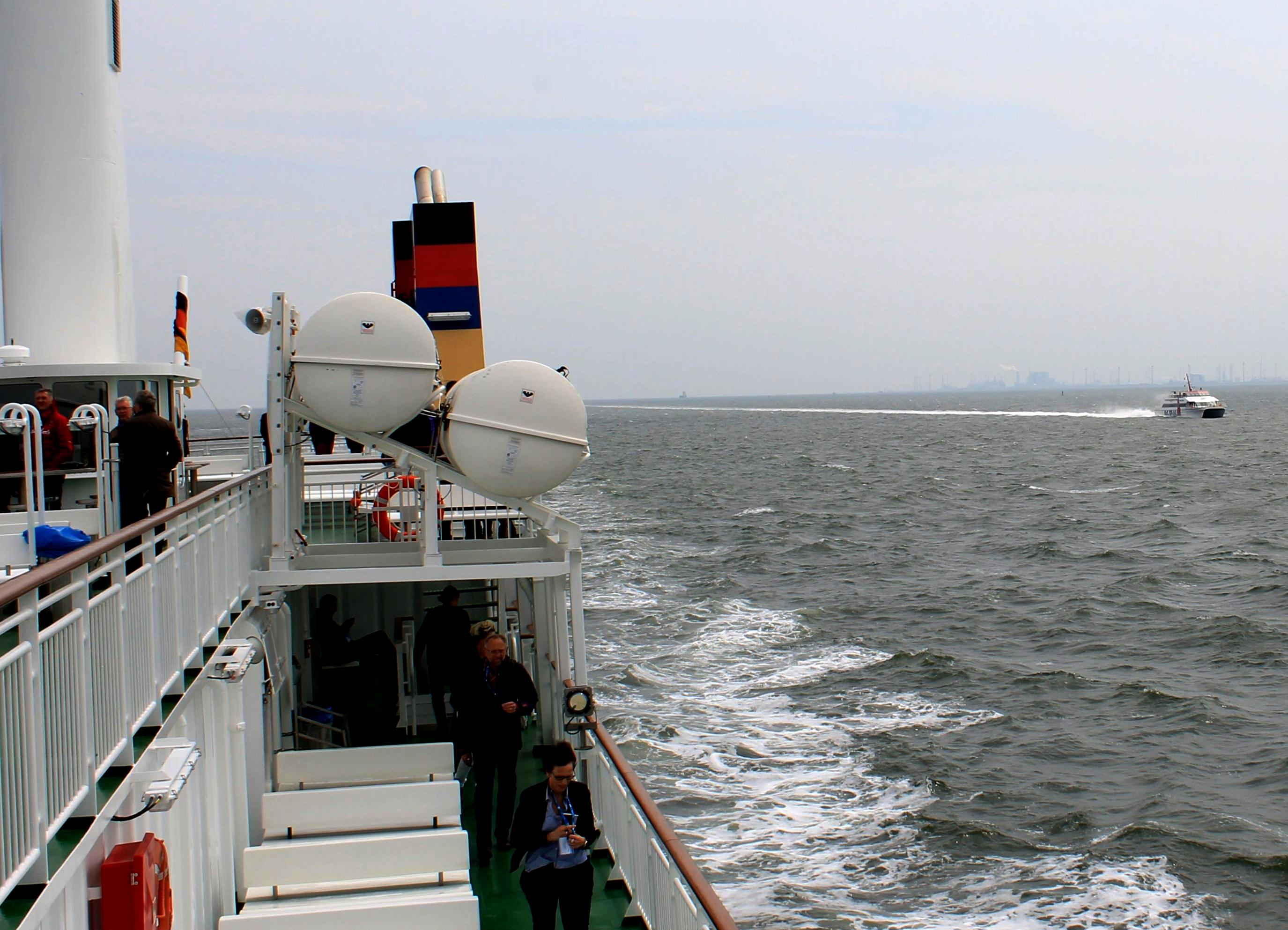
Nordlicht haalt de Ostfriesland in
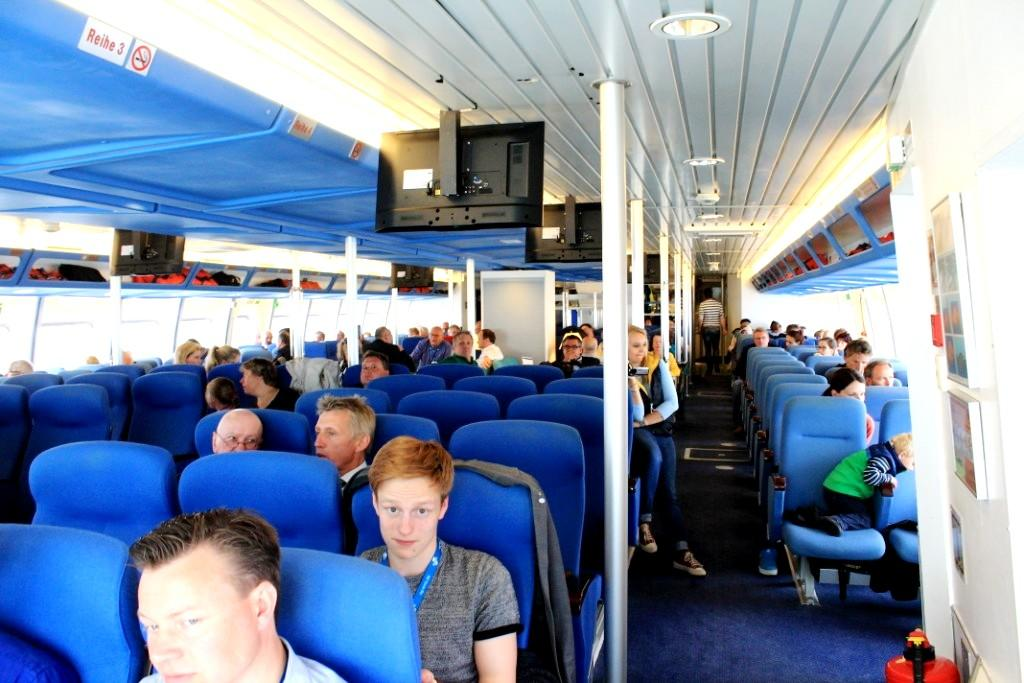
Hoofddek van de Nordlicht